# 心中山線形公園

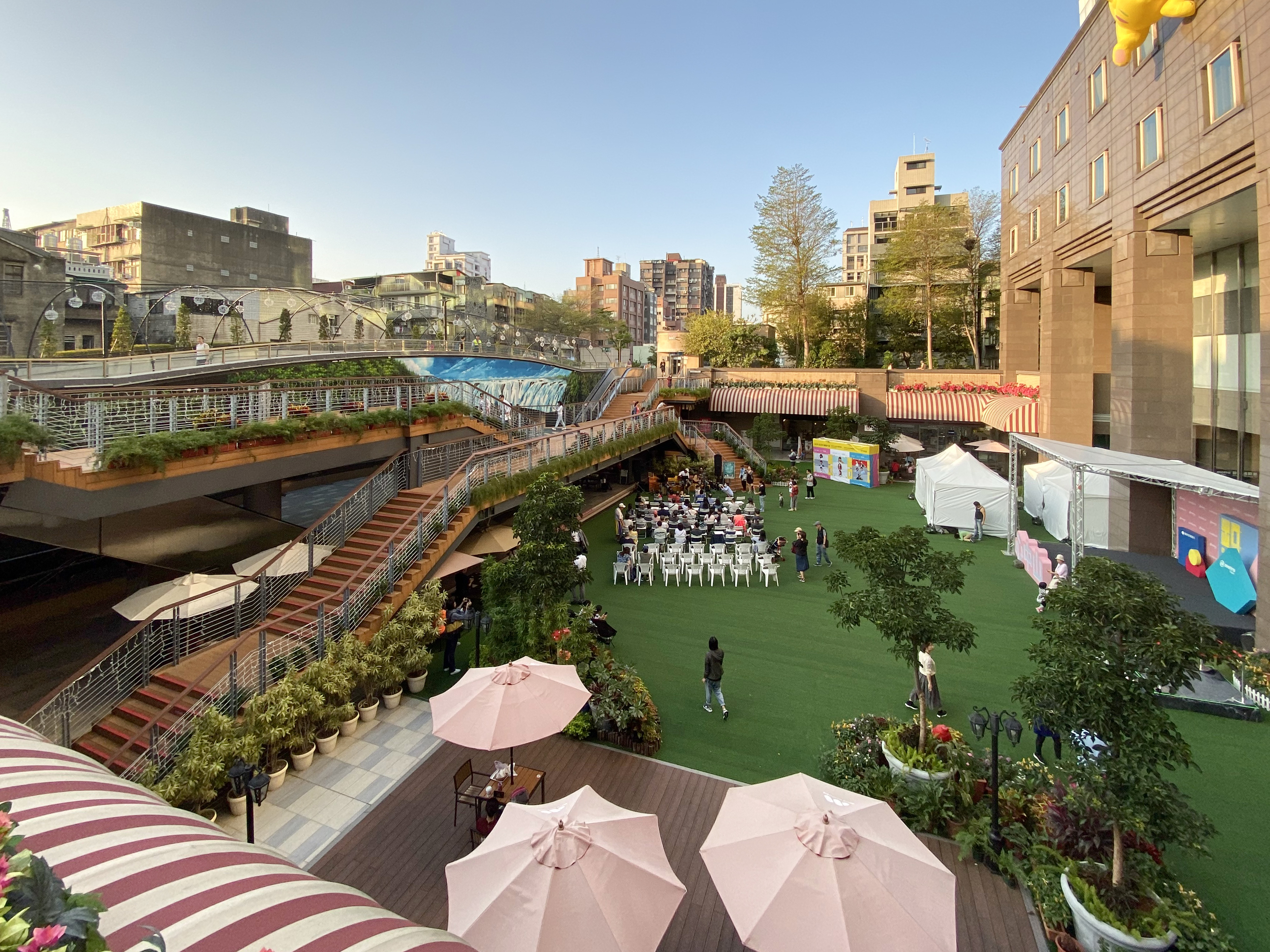
捷運行政大樓前的爵士廣場・京站庭園區

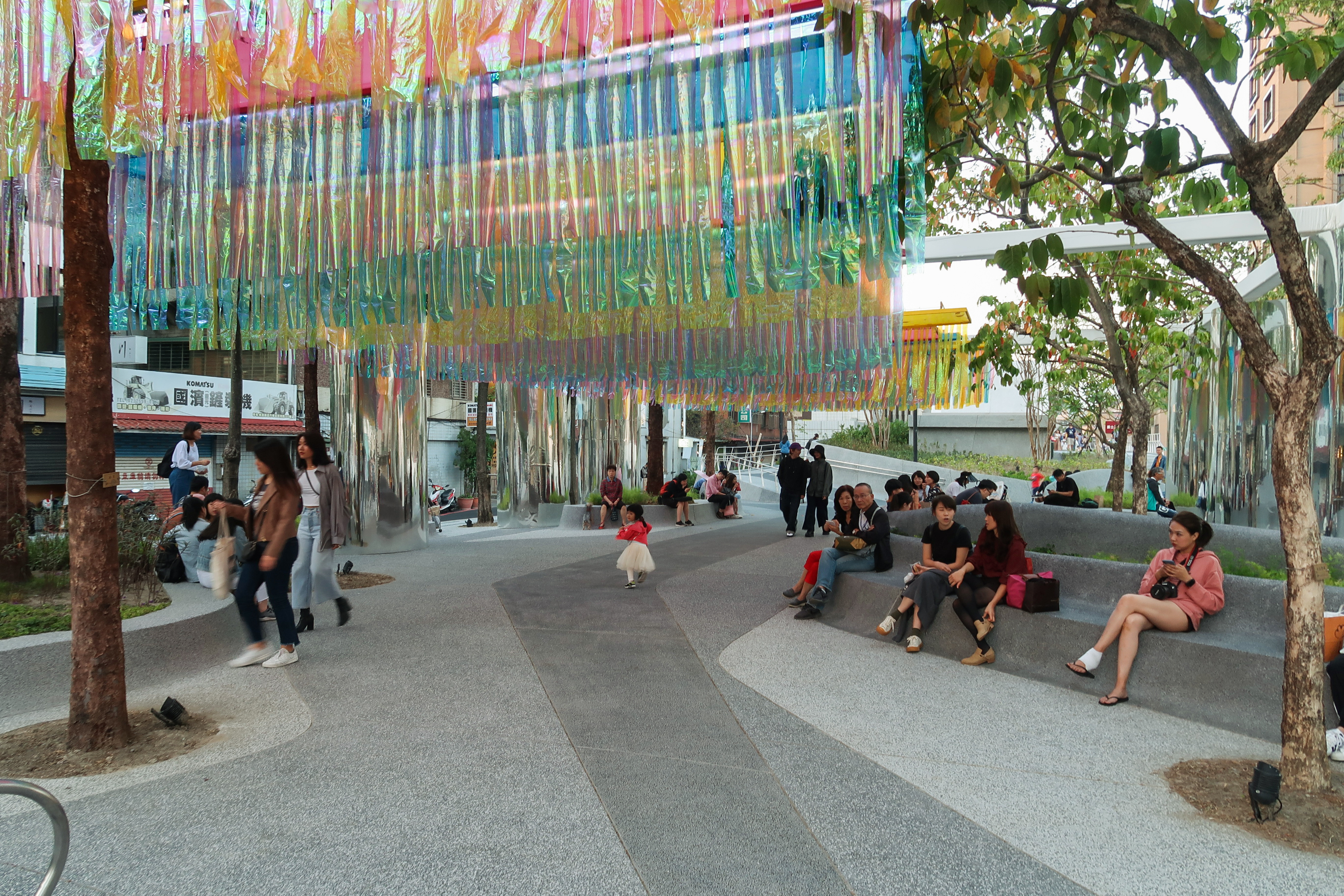
月光森林

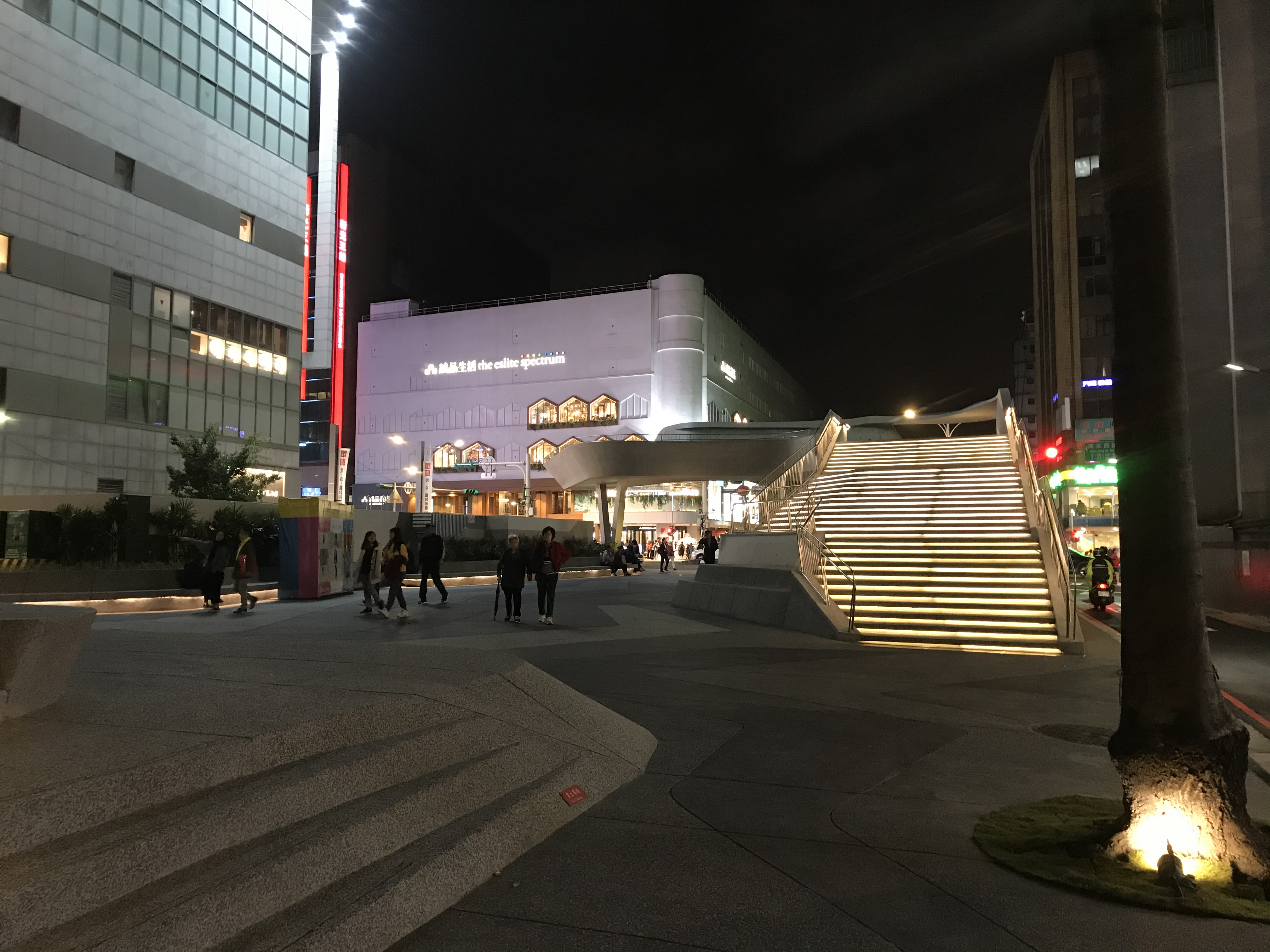
心中山舞台：台北捷運中山站4號出入口背側樓梯可登上出口屋頂景觀平台

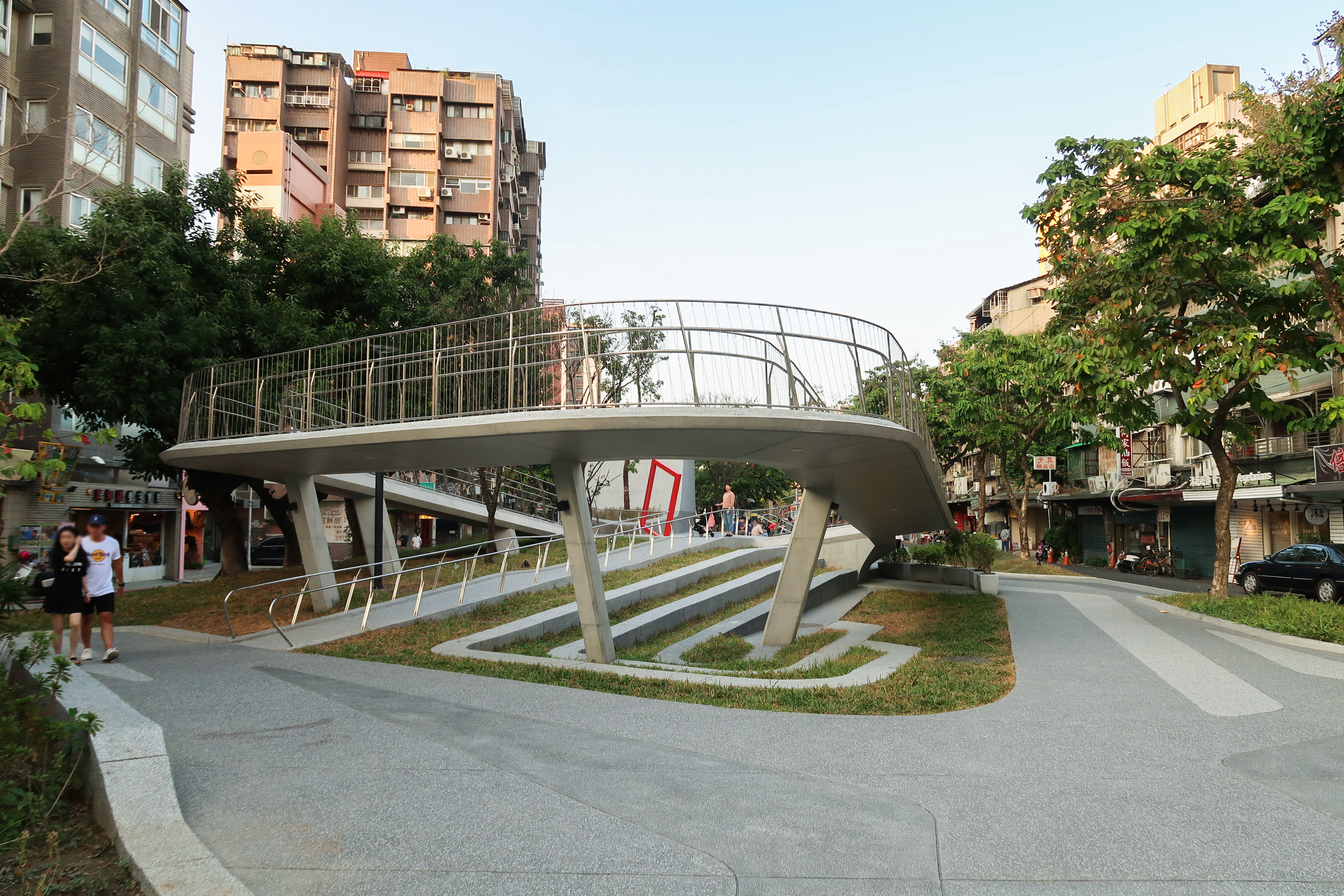
星橋綠坡

心中山線形公園，位於臺北中山站南西商圈，為臺北市中山區、大同區交界處之臺北捷運中山站及雙連站之間的綠地廊帶，全長約500公尺、寬度約25公尺，中山地下街中山至雙連段上方平面層，是1990年代台鐵淡水線改建地下化捷運後，於雙連至建成街區留下的帶狀公園。

## 背景
臺北捷運公司配合臺北市政府城市博物館政策，2018年1月起施工改造進行整建翻新，並命名為心中山線形公園，2019年11月啟用。心中山線形公園占地約1.96公頃，以民生西路為北端邊界，南京西路為南端邊界。設計範圍包含中山地下書街公共區域及店鋪、中山站至雙連站間之捷運線形公園、捷運行政大樓後方地下一樓下凹式廣場及中山地下街爵士廣場。

### 設計
心中山線形公園由一口規劃設計顧問有限公司（ecoscope）進行設計，重新整理綠帶配置，並且平緩了路面高度且打開了邊界封閉性，使人潮更容易穿越其中。「心中山舞台」區的捷運車站出口建築構造以清水混凝土作為建築表面素材，利用混凝土原始自然色澤展現穩重質樸的特色，造型採不規則曲線設計。且增設景觀平台、花台等設施，提供更多休憩娛樂功能。

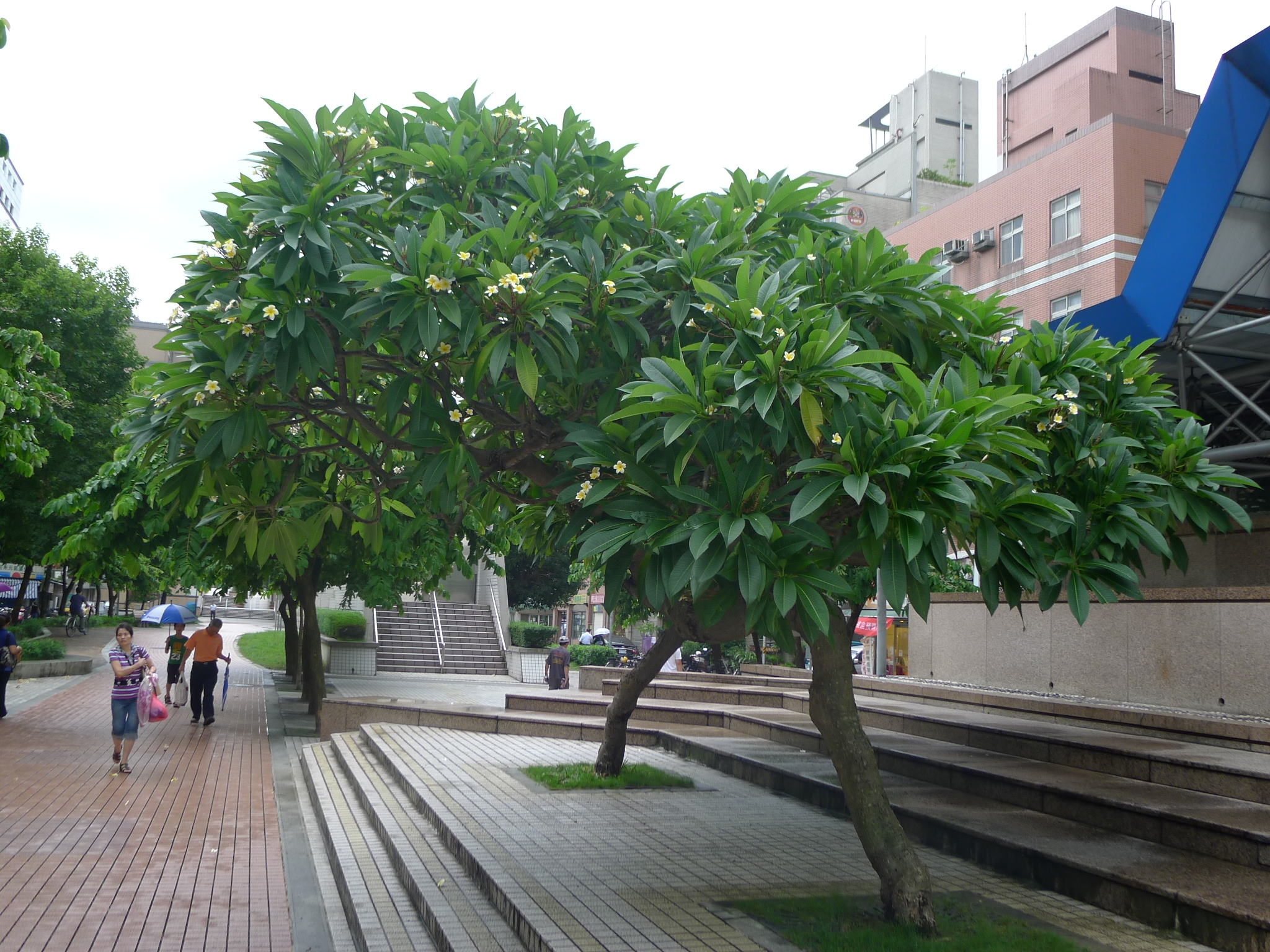
雙連站一號出口旁原貌，後方為緊急出口
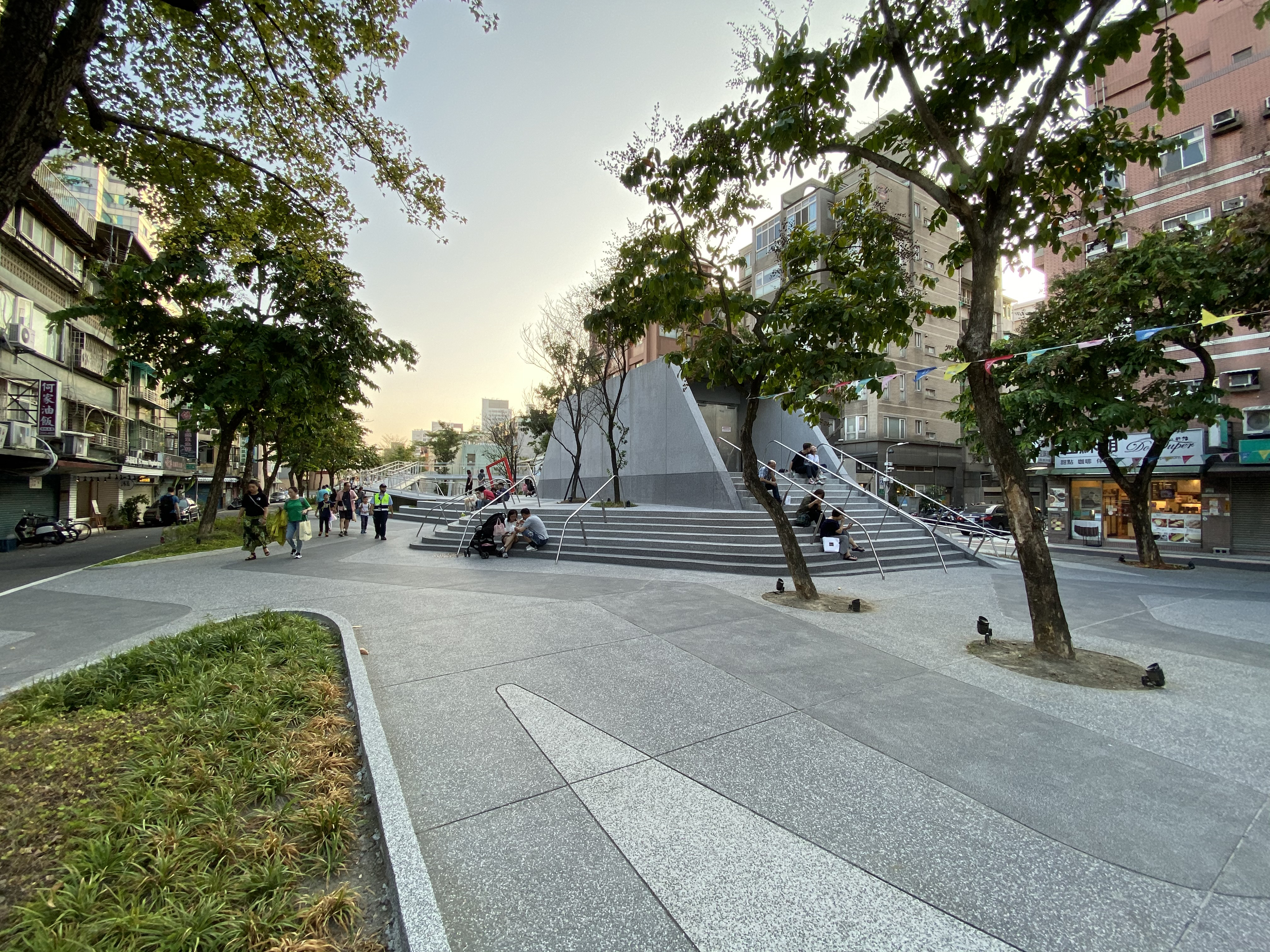
雙連站1號出入口後方的緊急出口，曾於一號出口改建工程期間作為臨時出入口
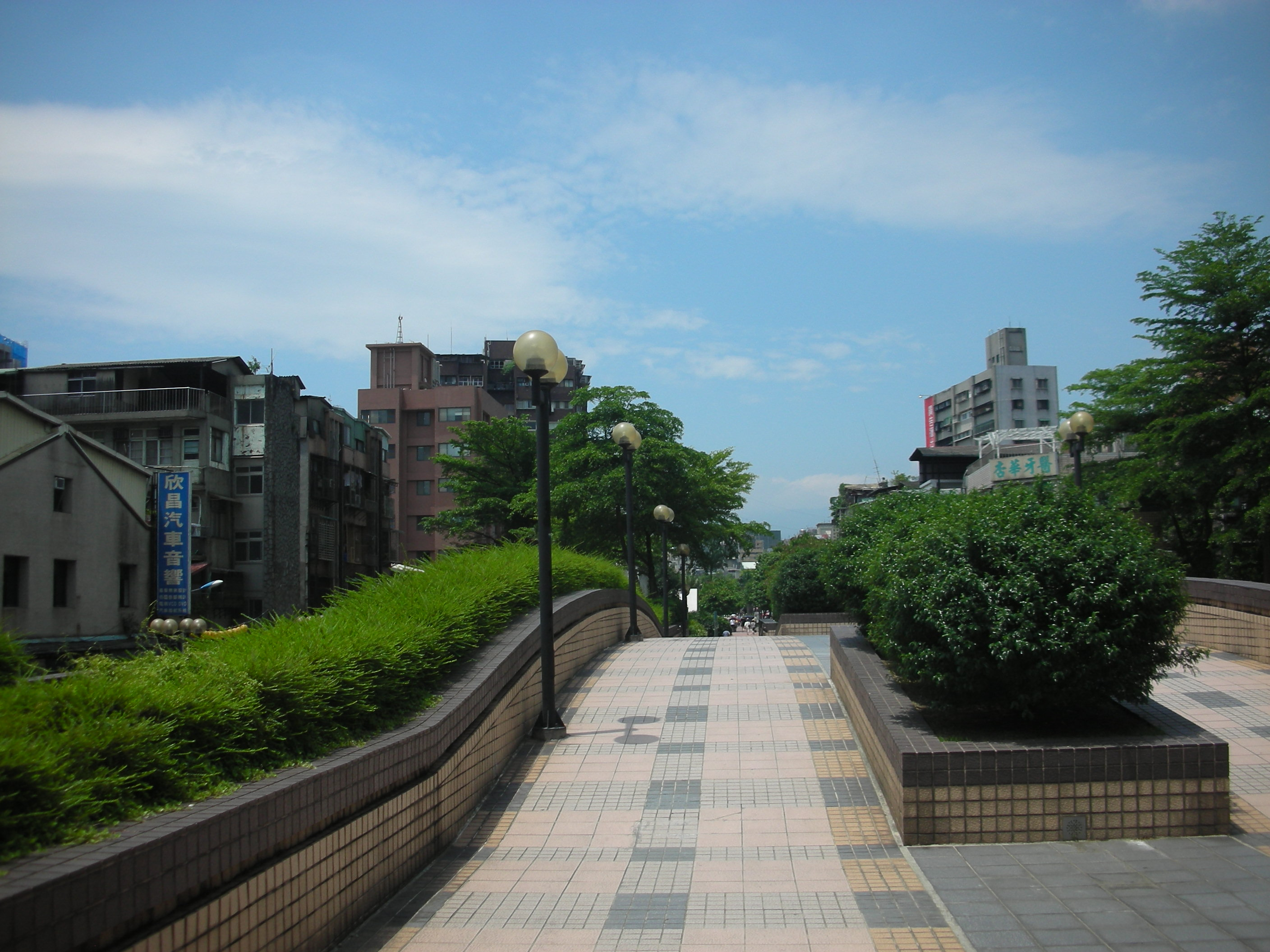
捷運行政大樓前原貌
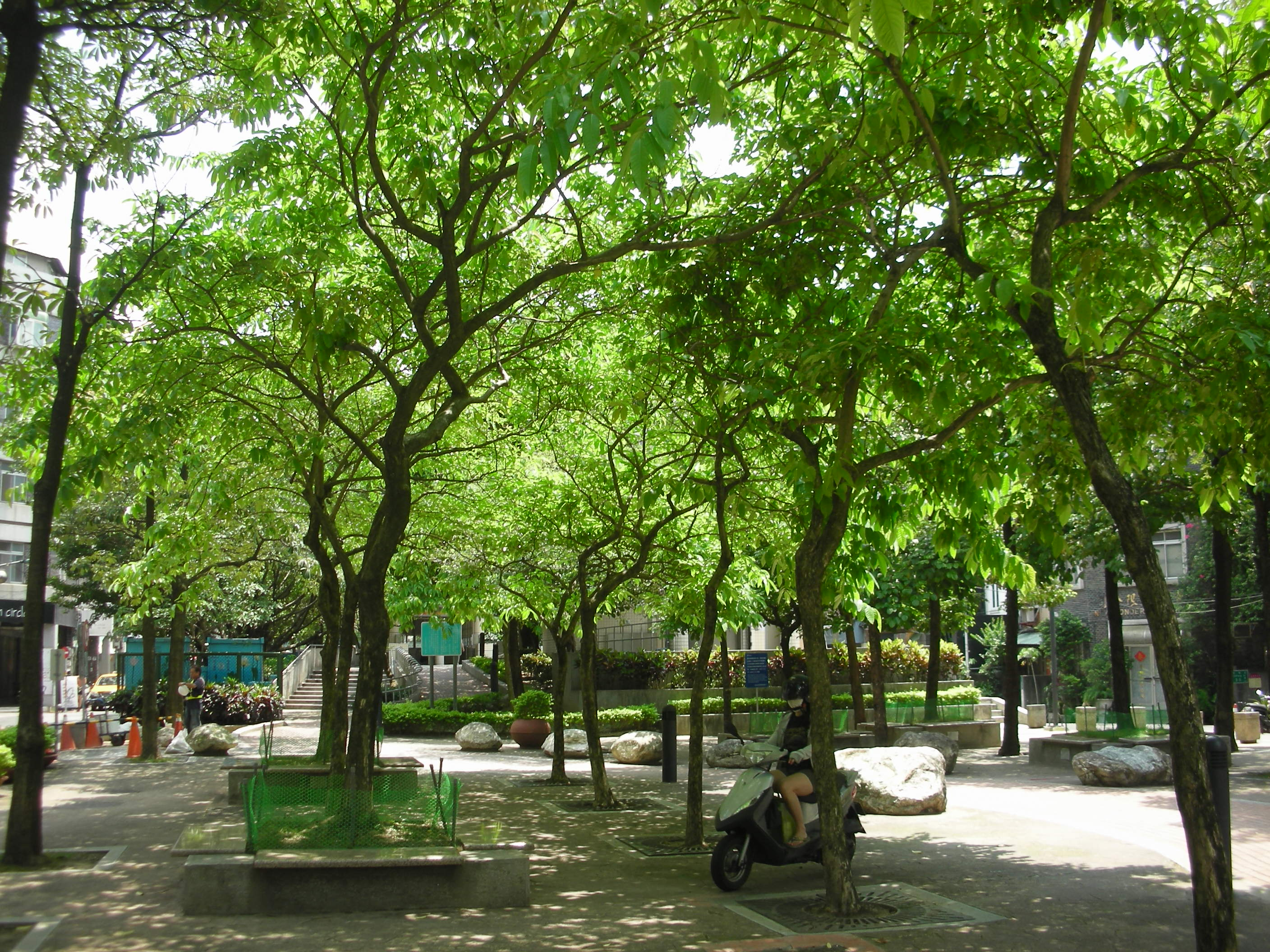
月光森林原貌
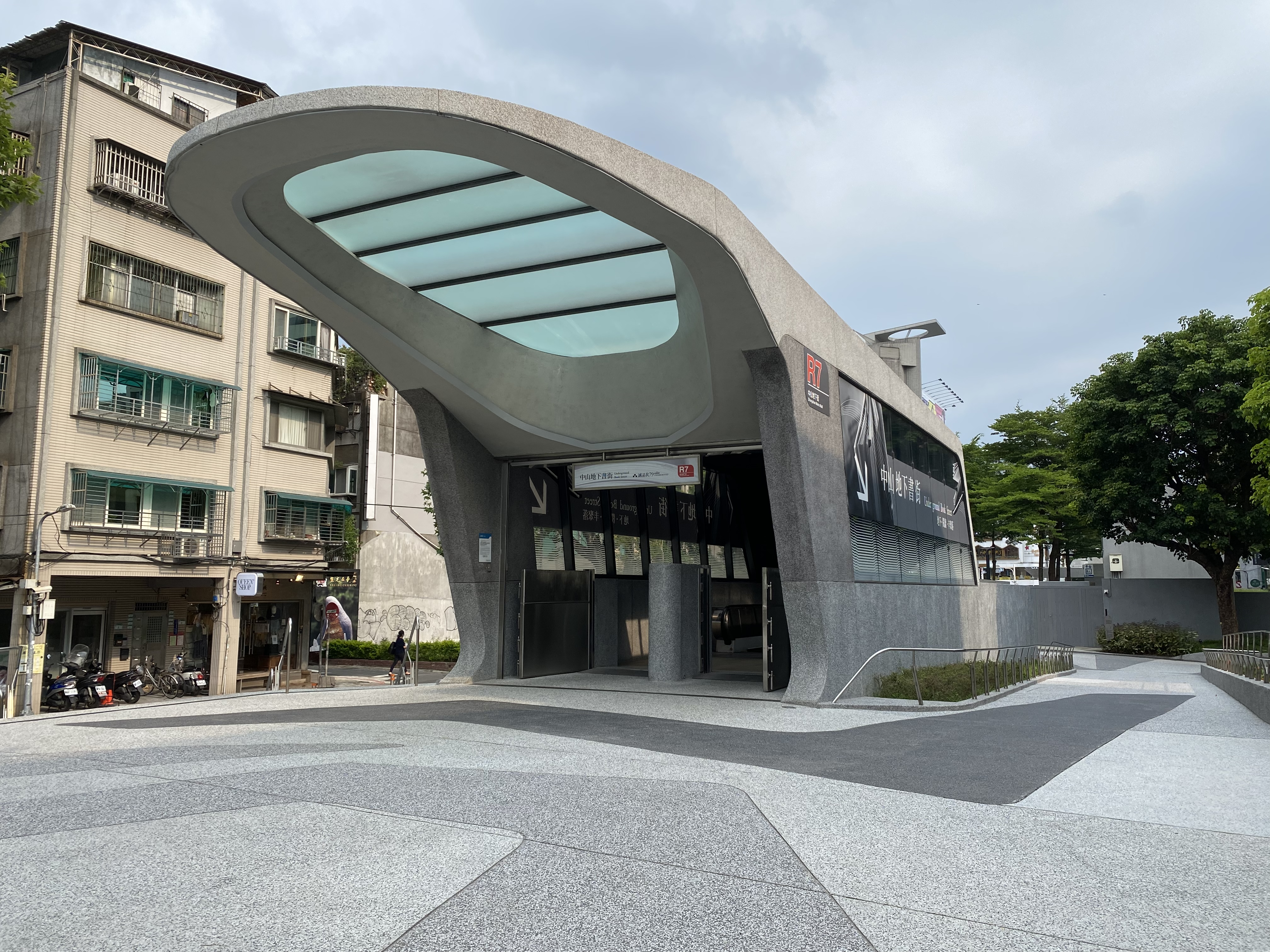
隨心中山一併翻新後的R7出入口
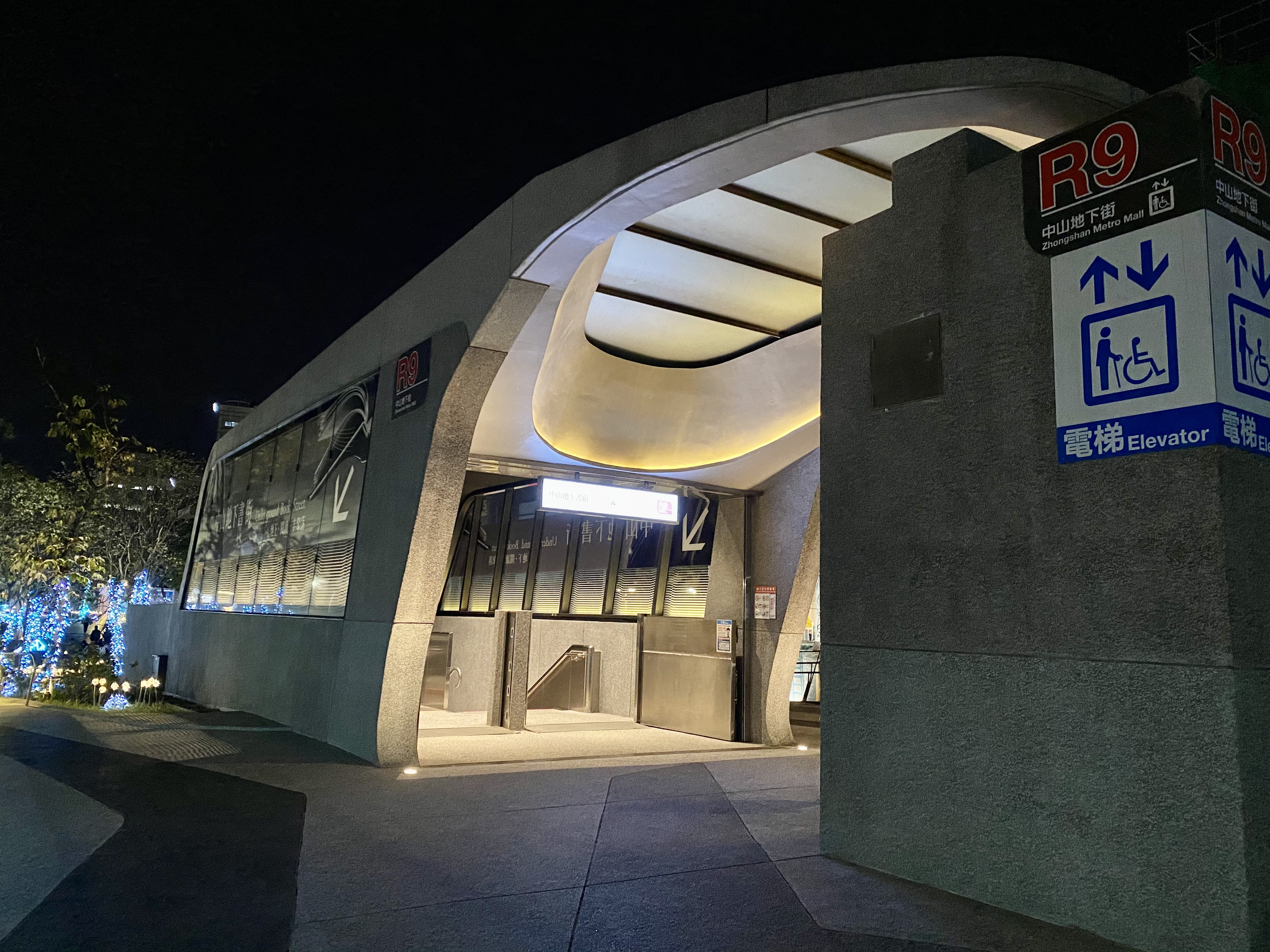
隨心中山一併翻新後的R9出入口
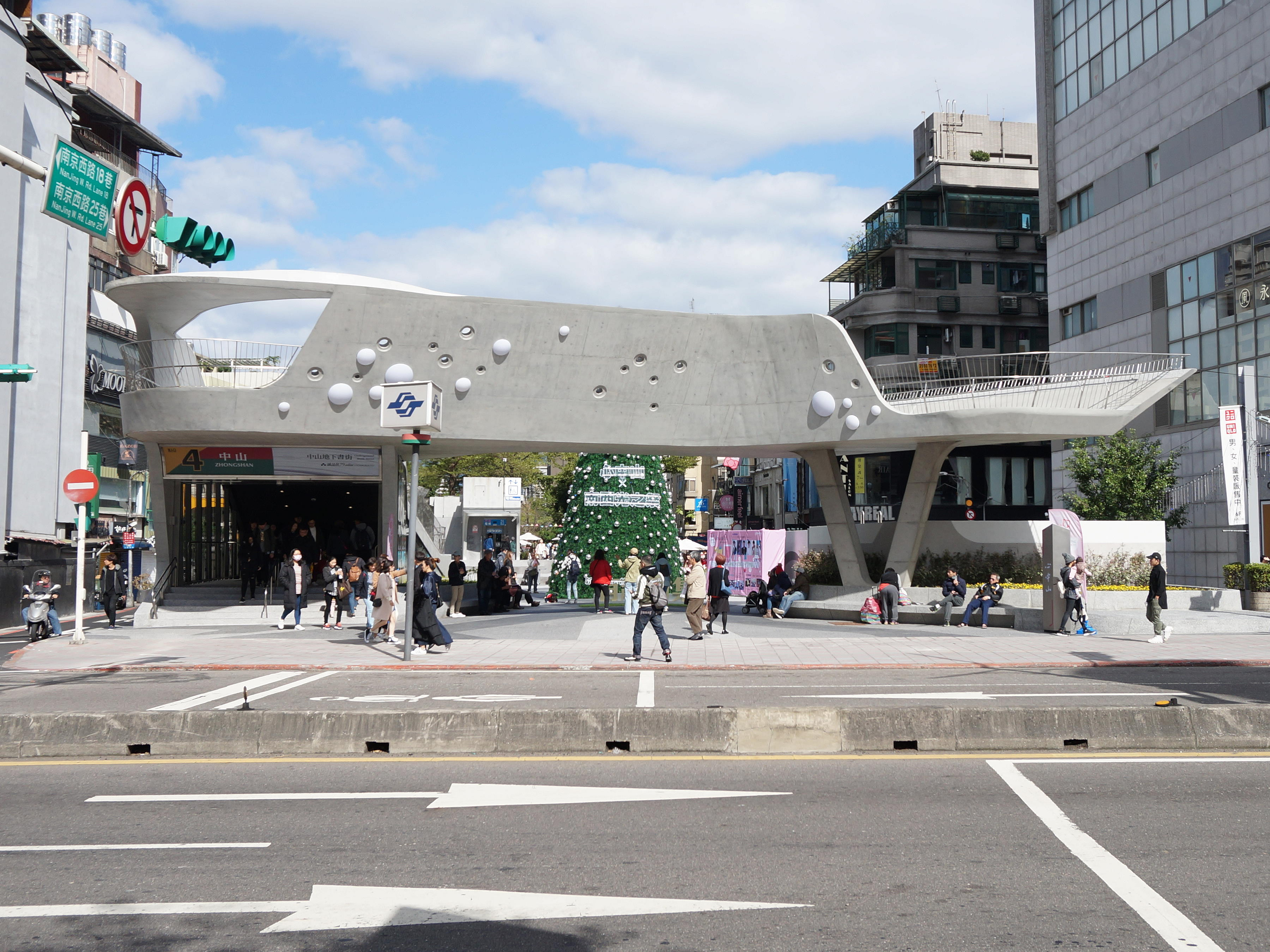
2019年翻新後的中山站4號出入口
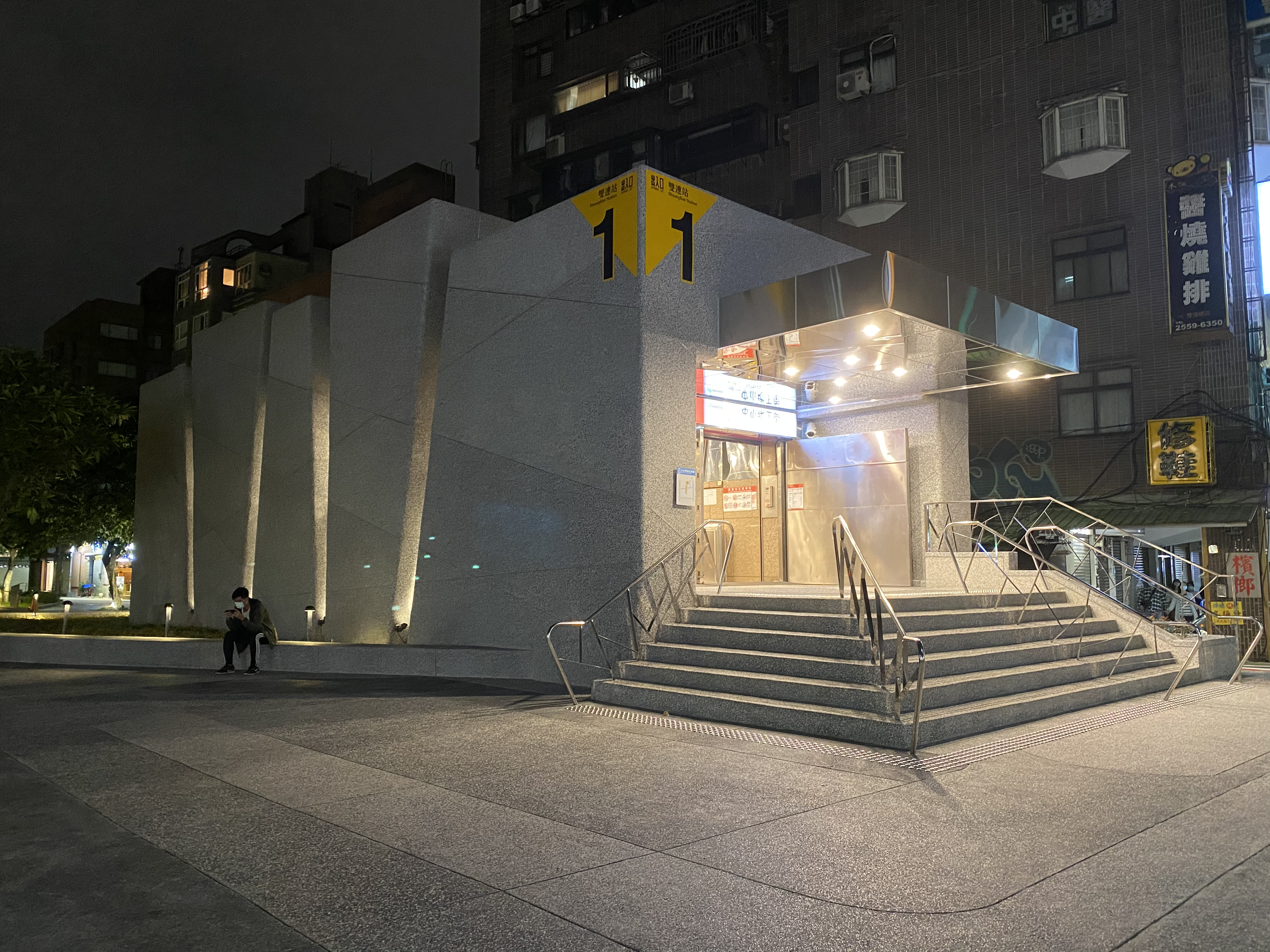
2020年翻新後的雙連站1號出入口

### 活動
心中山線形公園落成後不時舉辦活動，如「有趣市集」、「出口音樂節」等，聖誕節期間亦有應景的聖誕節燈飾，並於中山站4號出口旁設置巨型聖誕樹。

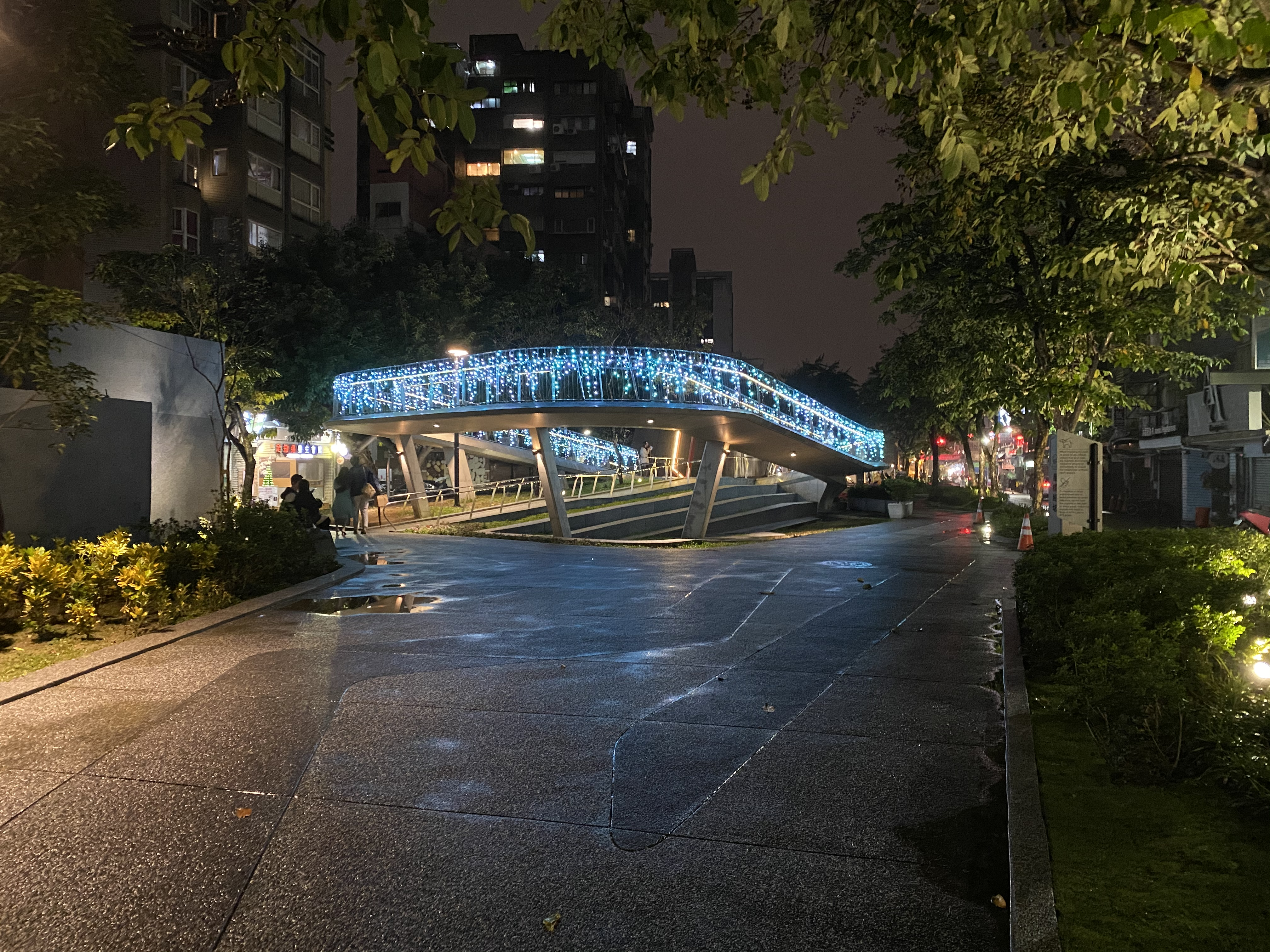
聖誕節期間星橋綠坡之燈飾
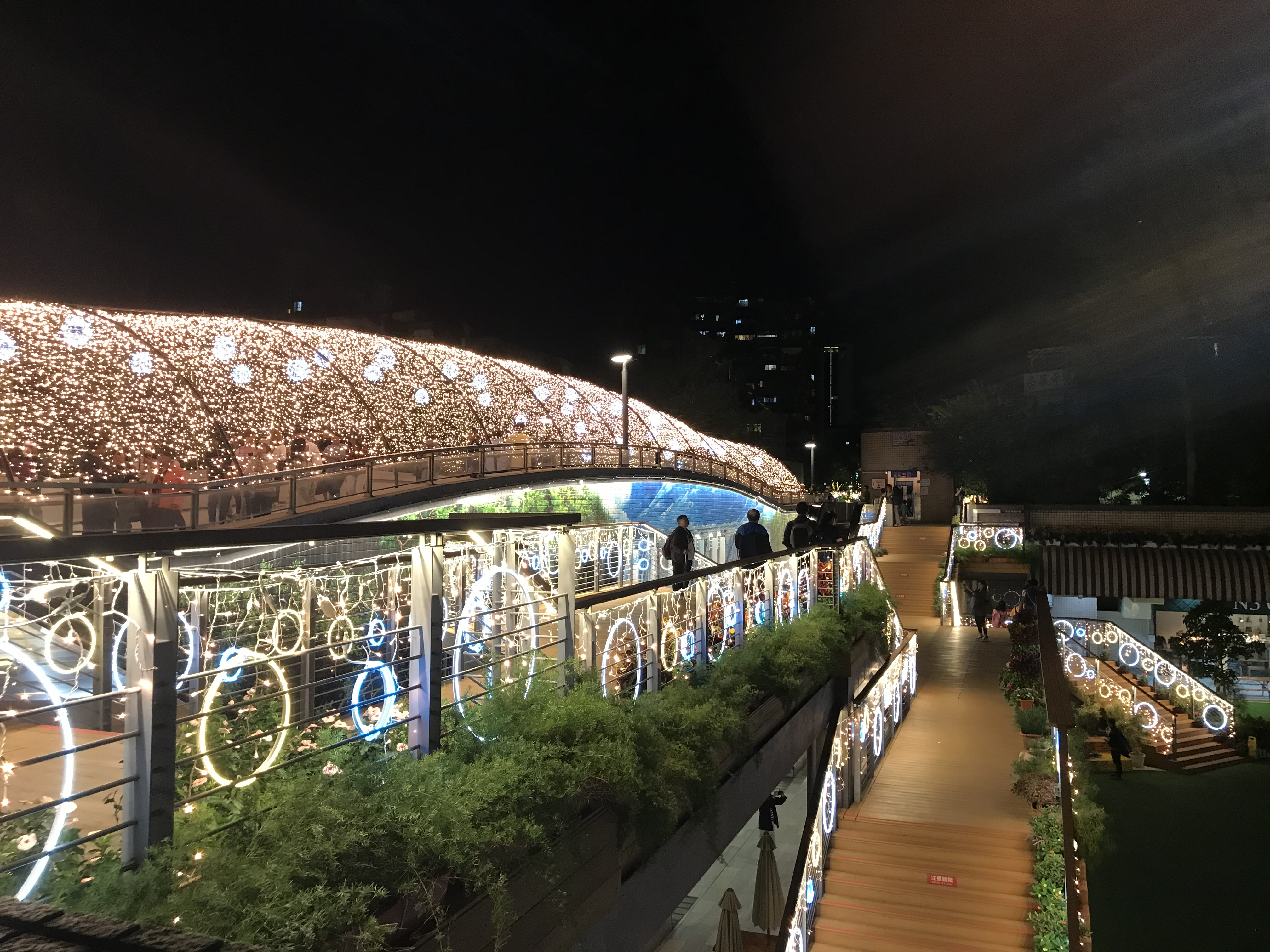
聖誕節期間捷運行政大樓前之燈飾
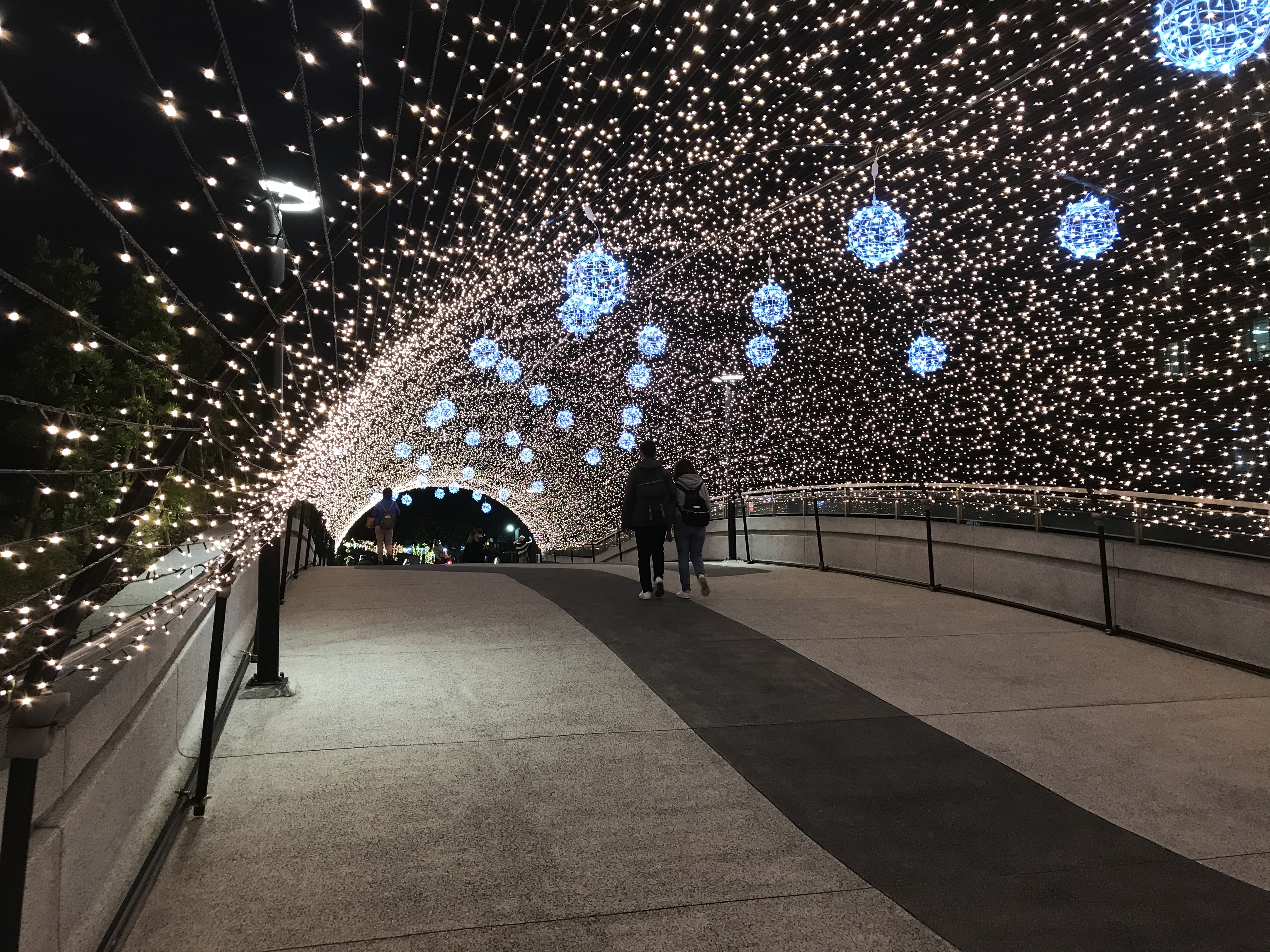
聖誕節期間捷運行政大樓前之燈飾
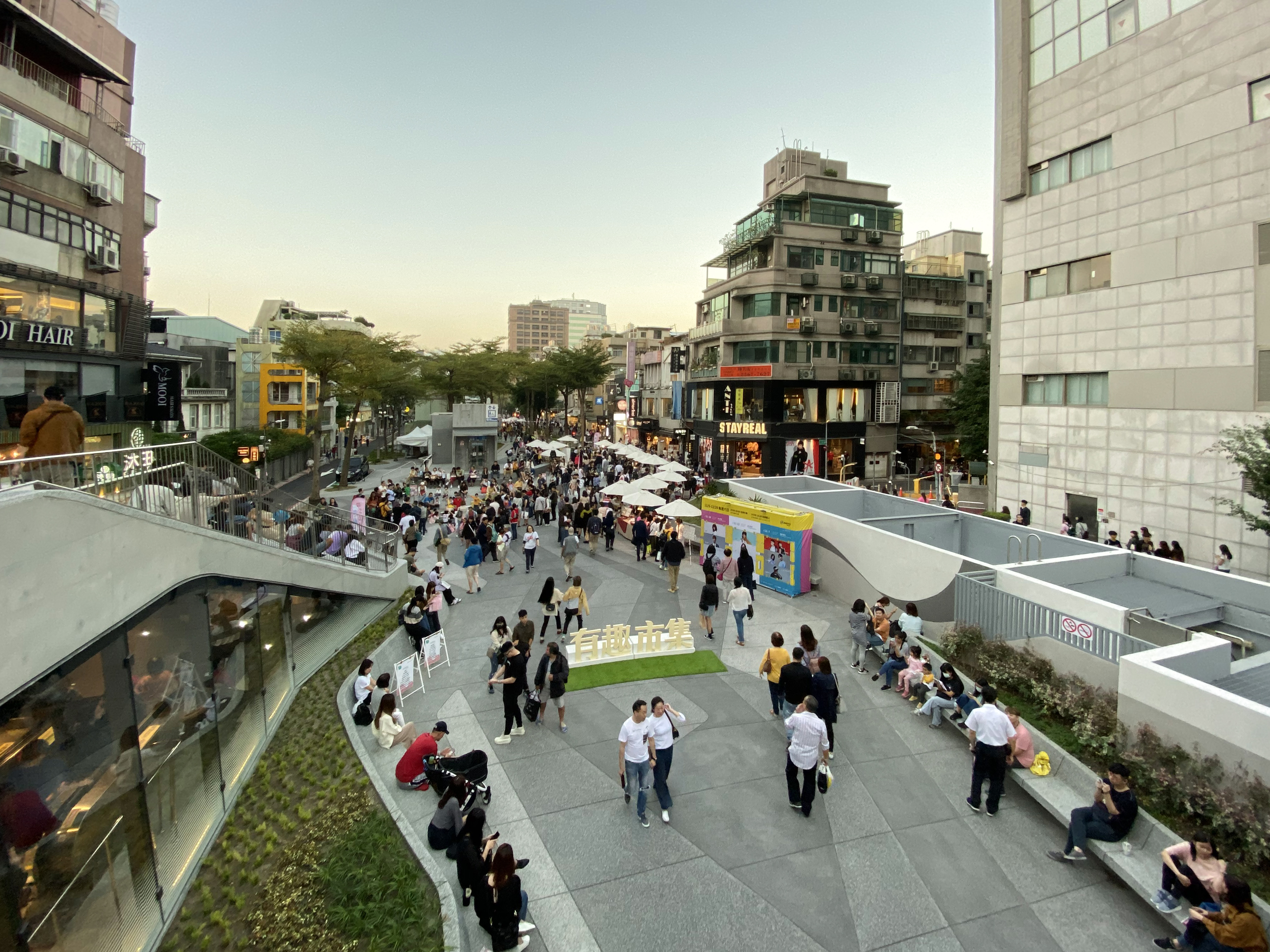
不時舉辦之市集活動

## 周邊景點

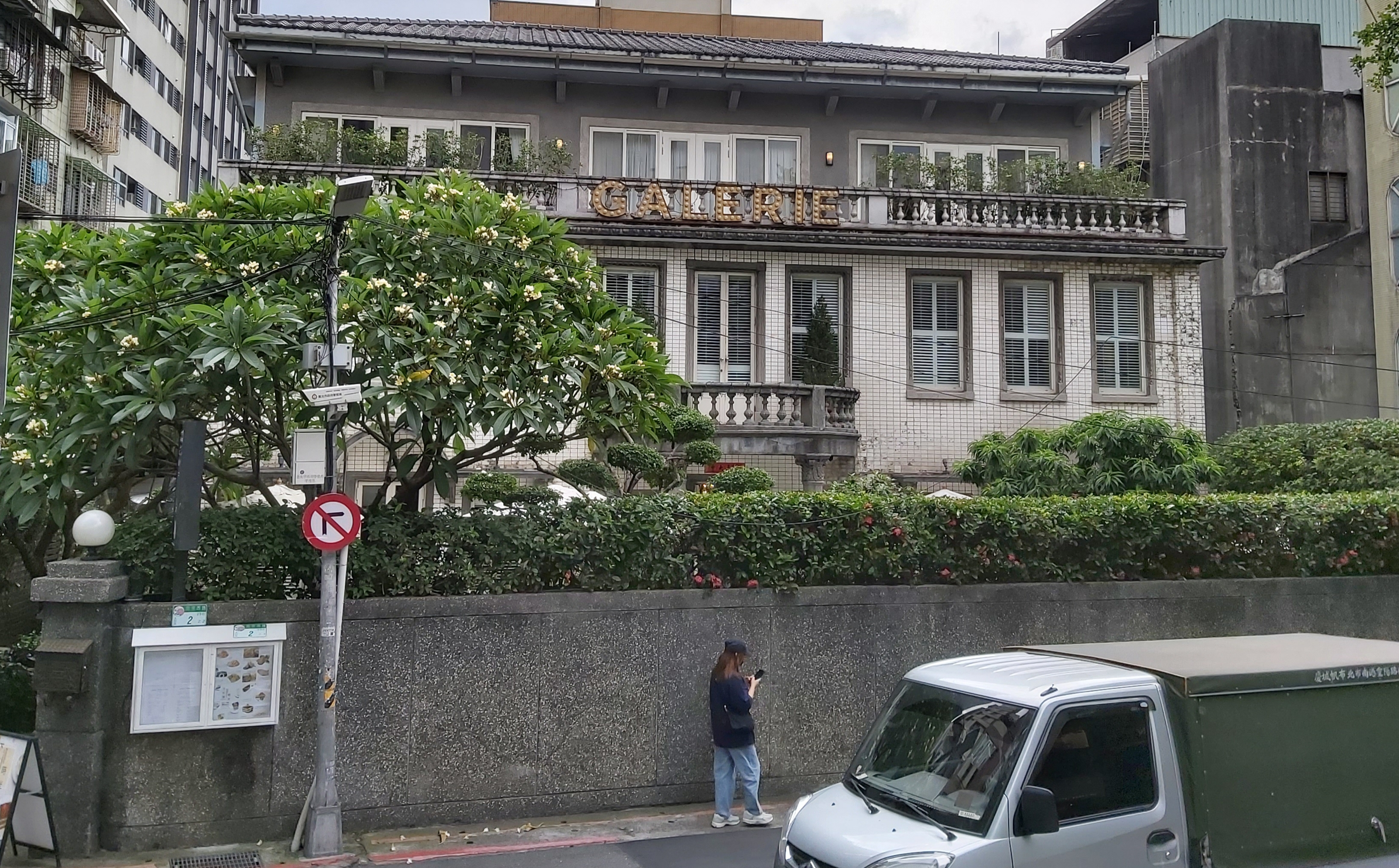
家樂利小酒館，前國民大會代表劉介宙故居，興建於1931年

- 新光三越百貨南西店一館、三館
- 誠品生活南西店
- 中山地下街
- 台北當代藝術館
- 林森公園
- 光點臺北
- 建成公園
- 台北大倉久和大飯店
- 台北晶華酒店
- 寧夏路夜市
- 建成圓環

## 交通
可搭乘台北捷運 松山新店線、  淡水信義線至中山站下車。

## 外部連結
- 捷運中山站街區_心中山線形公園  臺北旅遊網 （页面存档备份，存于）